# Гришин, Владимир Сергеевич
Владимир Сергеевич Гришин (5 июля 1956, Юрьевец, Ивановская область, СССР) — российский политический деятель. Председатель Законодательного Собрания Ивановской области (2000—2003, 2004-2005). Заместитель председателя Ивановской областной думы.

## Трудовой путь
Начал свою деятельность на Ивановском камвольном комбинате. Работал секретарем ВЛКСМ и секретарем парторганизации прядильного производства предприятия. Затем он стал заместителем директора хлопковой базы и инструктором и заведующим организационным отделом Лежневского райкома КПСС Ивановской области. С 1990 по 1996 годы занимал пост начальника Лежневского дорожного ремонтно-строительного управления. С 1996 по 2000 гг. возглавлял областное управления «Ивавтодор».

## Политическая карьера
В 1996 году был впервые выбран в Законодательное собрание Ивановской области. Являлся членом комитета по бюджетной политике. В декабре 2000 года после повторного избрания был выбран Председателем Законодательного собрания третьего созыва. В феврале 2003 года Гришин добровольно сложил с себя полномочия спикера. Его на этом посту заменил Павел Коньков. Однако через полтора года тот покинул должность из-за разногласий с депутатами, и Гришин во второй раз возглавил Законодательное собрание..
С декабря 2005 года является заместителем председателя Законодательного собрание, за это время сменившее свое название на Ивановскую областную думу. Повторно переизбирался в региональный парламент в 2005, 2008 и в 2013 годах.
В 2003 году во время выборов в Государственную думу возглавлял региональный список Народной партии Российской Федерации. По результатам голосования она не прошла в парламент. В мае 2016 года участвовал праймеризе «Единой России». По его результатом с 30,53%
занял второе место, уступив Алексею Хохлову.. В список кандидатов от партии на выборы выборов в Государственную думу не попал.

## Награды и звания
- Медаль ордена «За заслуги перед Отечеством II степени»;
- Почетный знак Совета Федерации Федерального Собрания Российской Федерации «За заслуги в развитии парламентаризма»;
- Почетный дорожник России;
- Почетный гражданин Лежневского района.

## Семейное положение
Женат. Имеет двух сыновей и двух внуков.